# Distretto di İslahiye
Il distretto di İslahiye (in turco İslahiye ilçesi) è uno dei distretti della provincia di Gaziantep, in Turchia.